# Dosse
Die Dosse ist ein rechter Nebenfluss der Havel. Sie ist 96 km lang und hat ein Einzugsgebiet von 1268 km².

## Name
Der Name Dosse ist indogermanischen Ursprungs und gehört zur ältesten europäischen Namensschicht. Die Wortwurzel weist auf *dheu „fließen, rinnen“ bzw. dheu „wirbeln“ hin.  Vom Flussnamen leitet sich der Name des im 10. Jahrhundert am Dosselauf siedelnden slawischen Stammes der Dossanen (Doxani, Doxanen, Dasseri, Desseri) ab.

## Verlauf
Die Dosse entspringt im Grenzgebiet von Mecklenburg-Vorpommern und dem Land Brandenburg auf einer Hochfläche am Nordrand der Prignitz, ungefähr drei Kilometer nordöstlich von Meyenburg. Diese Hochfläche liegt zwischen Wendisch Priborn und Meyenburg. Nicht weit entfernt von der Dossequelle liegen die Quellgebiete der Elde und der Stepenitz. In diesem Gebiet entspringen weitere kleine Bäche, die nach jeweils etwa vier Kilometern Lauflänge in die Dosse münden. Die Dosse fließt zunächst in südöstlicher Richtung und bildet nördlich und östlich von Freyenstein die Landesgrenze zwischen Mecklenburg-Vorpommern und Brandenburg. Ungefähr an der Unterquerung der Autobahn A 19 schwenkt die Dosse nach Süden und fließt über Wittstock und Wusterhausen durch die Dosseniederung nach Neustadt. Ca. 12 Kilometer südlich, bei Großderschau, erreicht die Dosse die Niederung des Berliner Urstromtals, in der sie in westlicher Richtung weiterfließt. Bei Vehlgast mündet der Fluss in die Havel.

## Nutzung
Im Mittelalter war die untere Dosse von der Mündung bis mindestens nach Wusterhausen/Dosse ein wichtiger Verkehrsweg, über den per Schiff Holz (flussabwärts) und Salz (flussaufwärts) transportiert wurden.
Ab dem Jahr 1850 war der Fluss vom Dorf Dosse an flößbar und von Hohenofen, etwa 18 Kilometer von der Havel entfernt, für kleinere Fahrzeuge jederzeit schiffbar. Der gedruckte Schifffahrtsführer von 1940 bezeichnet sie bis Rübehorst mäßig schiffbar. In ihrem Unterlauf ist die Dosse bis zur Brücke bei Rübehorst noch heute befahrbar. In ihrem Einzugsgebiet liegt an einem Nebenfluss der Dossespeicher Kyritz.

## Bilder

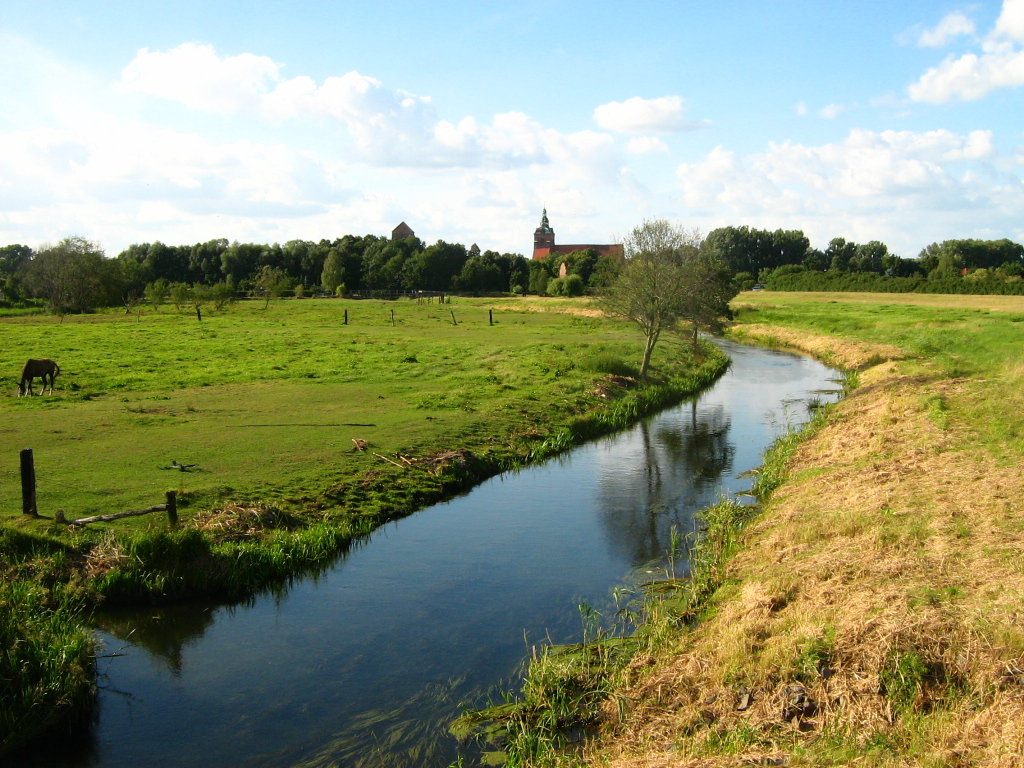
Dosse bei Wittstock
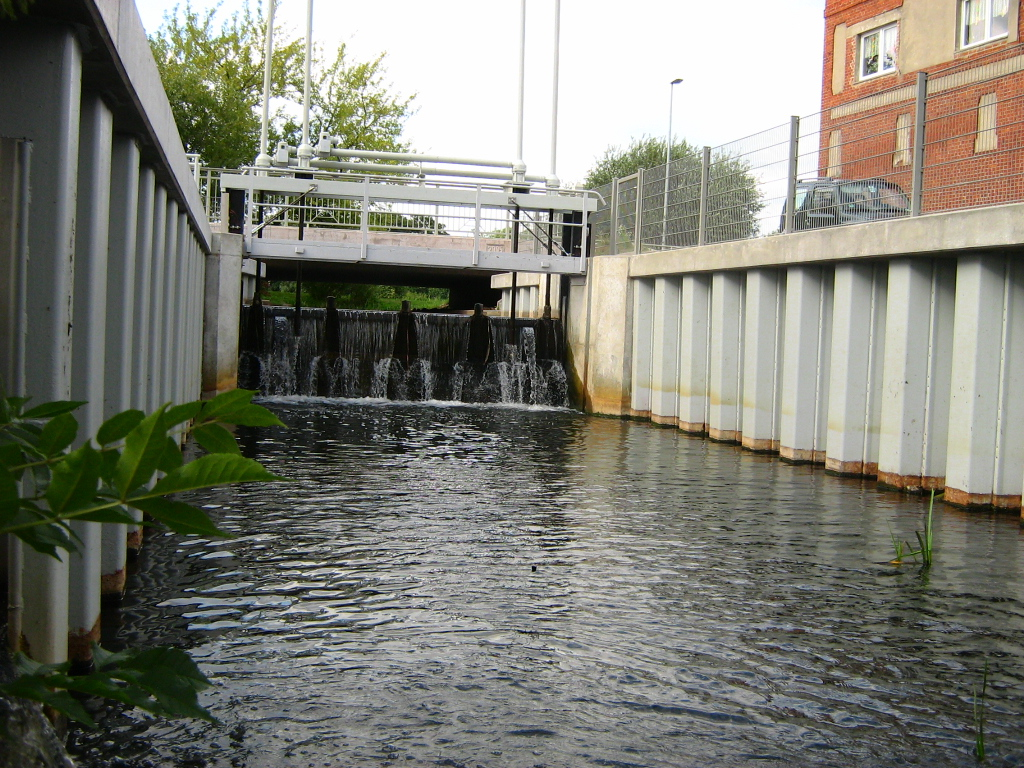
Dossewehr in Wittstock